# Phong Thuận
Phong Thuận (chữ Hán giản thể: 丰顺县, âm Hán Việt: Phong Thuận huyện) là một huyện thuộc địa cấp thị Mai Châu, tỉnh Quảng Đông, Cộng hòa Nhân dân Trung Hoa. Phong Thuận nằm ở phía đông của Quảng Đông. Huyện này có diện tích 2710 km2, dân số năm 2002 là 660.000 người. Huyện lỵ đóng ở trấn Thang Hàng. Đến thời điểm tháng 31/12/2005, huyện này được chia thành các đơn vị hành chính gồm 16 trấn và 1 nông trường quốc doanh.
- Trấn: Thang Hàng, Thang Tây, Phong Lương, Long Cương, Thang Nam, Đàm Giang, Tiểu Thắng, Bát Hương Sơn, Đại Long Hoa, Phố Trại, Sa Điền, Kiến Kiều, Bắc Đẩu, Phan Điền, Lưu Hoàng, Hoàng Kim, Phố Trại Nông.